# Philip Reinagle

Porträt eines außergewöhnlich musikalischen Hundes

Philip Reinagle (* 1749; † 27. November 1833 in London) war ein englischer Porträt-, Tier- und Landschaftsmaler und Zeichner.

## Leben
Philip Reinagle wurde ab 1769 an der Royal Academy of Arts und später als Assistent bei Allan Ramsay ausgebildet und musste in dieser Funktion hauptsächlich Porträts von Angehörigen des Königshauses für öffentliche Gebäude oder Staatsgeschenke reproduzieren. 1773 stellte er zum ersten Mal in der Royal Academy aus.
Er arbeitete nach seiner Zeit bei Ramsay auch zunächst selbst als Porträtmaler, wandte sich aber später der Tier- und Landschaftsmalerei zu. Ansätze dazu sind bereits in seiner Darstellung des kleinwüchsigen Polen Józef Boruwłaski aus dem Jahr 1782 zu erkennen: Im Hintergrund des Bildes ist eine Wand zu sehen, an der entsprechende Gemälde hängen. Er wandte sich 1785 der Tiermalerei zu und schuf nach 1787 fast ausschließlich Landschaftsbilder. Auch als arrivierter Maler fertigte er häufig noch Kopien an, in seinen späteren Jahren vorzugsweise von niederländischen Landschaftsbildern des 17. Jahrhunderts. Mitunter wurden seine Kopien auch als Originale angesehen. Neben seinen Ölgemälden schuf er auch Vorlagen für Buchillustrationen, etwa Zeichnungen für Thorntons New Illustration of the Sexual System of Linnæus (1799–1807) und seine Philosophy of Botany (1809–1810) sowie Bilder für Taplins Sportsman’s Cabinet (1803). Letztere wurden von John Scott gestochen. 1787 wurde Reinagle zum Associate der Royal Academy gewählt, reguläres Mitglied wurde er aber erst 1812.
Sein Sohn Ramsay Richard Reinagle wurde ebenfalls Maler.

## Werke in öffentlichem Besitz
Eine Fuchsjagdszene von Reinagles Hand befindet sich im South Kensington Museum; Boruwłaskis Bildnis wurde für John Hunter angefertigt und ist heute im Besitz des Royal College of Surgeons in London. Das Bild A Trout Stream, das um 1810 entstand, befindet sich in der National Gallery (London). Das Virginia Museum of Fine Arts besitzt ein Porträt eines außergewöhnlich musikalischen Hundes von Reinagle.

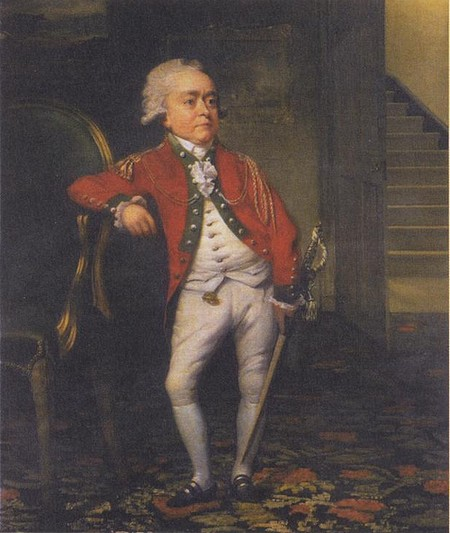
Józef Boruwłaski, 1782
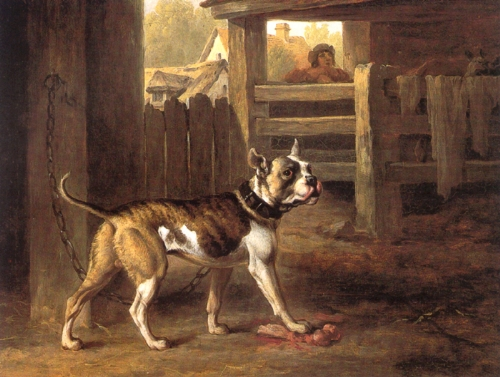
Bulldogge, 1790
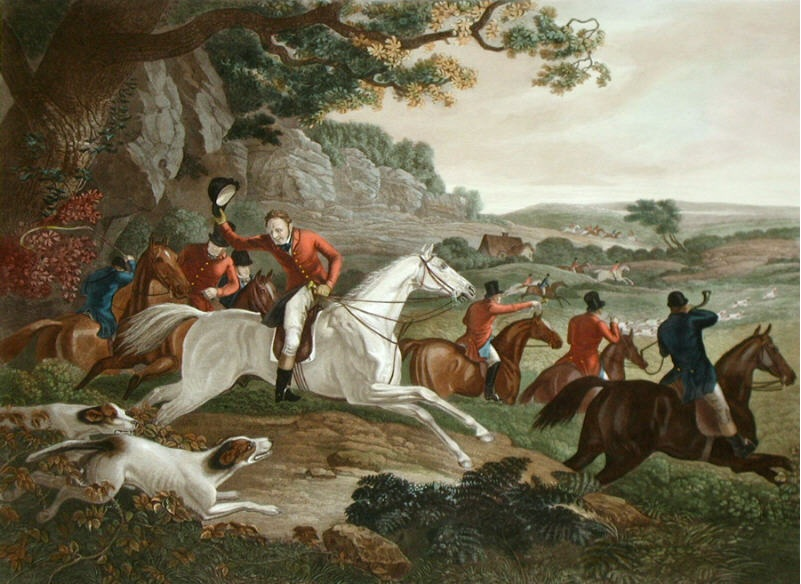
Jagdszene
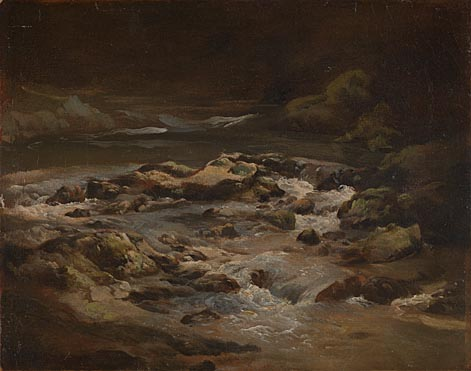
A Trout Stream, um 1810